# Lukavica (potok)
Lukavica – duży potok w kraju bańskobystrzyckim w środkowej Słowacji, lewobrzeżny dopływ Hronu. Długość ok. 15 km.

## Charakterystyka
Źródła potoku leżą na wysokości ok. 500 m n.p.m. u południowych podnóży Gór Bystrzyckich, ok. 5 km na południowy wschód od Bańskiej Bystrzycy, ale praktycznie cały jego tok znajduje się w granicach Kotliny Zwoleńskiej. Płynie początkowo generalnie w kierunku południowym, przez wsie Horná i Dolná Mičiná położone w szerokiej kotlinie, otoczonej wzgórzami sięgającymi 450–600 m n.p.m. Poniżej tej drugej skręca ku południowemu zachodowi. Płynie teraz dość krętą dolinką przez wsie Lukavica i Veľká Lúka. W tej drugiej skręca na zachód i wypływa na zupełnie płaskie tereny, po czym na północnym skraju miasta Sliač, na wysokości 298,6 m n.p.m. uchodzi do Hronu.
Dolina wąska. Poza prawobrzeżnym dopływem o nazwie Jasenica (dł. ok. 4,5 km, uchodzi do Lukavicy powyżej wsi o tej samej nazwie) brak innych znaczących dopływów. Bieg, poza nielicznymi odcinkami w obszarach zabudowy wymienionych wyżej wsi, nieuregulowany.